# Aplonis cinerascens
El estornino de Rarotonga (Aplonis cinerascens) es una especie de ave paseriforme de la familia Sturnidae endémica de  las islas Cook.

## Descripción
El estornino de Rarotonga mide alrededor de 20 cm de longitud. Su plumaje es casi en su totalidad de color gris parduzco, salvo la zona perianal y la parte inferior de su cola que son blanquecinas y su lorum que es negruzco. Presenta cierta irisación violácea en la cabeza. El iris de sus ojos es amarillento, y su pico y patas son negros.

## Distribución y hábitat
Se encuentra únicamente en las selvas de los montes de la isla de Rarotonga, principalmente entre los 150 y los 600 m s. n. m.